# Penny Baker
Penny Baker (née le 5 octobre 1965)  est une actrice et mannequin américaine.

## Biographie
Après avoir été interviewée à Chicago, elle a été choisie comme Playmate du mois du magazine Playboy pour janvier 1984, et par la même occasion Playmate du 30e anniversaire.
Ses photos ont été prises par Arny Freytag à New York, Buffalo et Los Angeles alors qu'elle avait 17 ans, avec l'autorisation écrite de ses parents. Le reportage s'intitulait Lucky Penny et indiquait qu'elle avait 18 ans.
En 1985, elle a fait une apparition dans le film Real Genius, apparaissant dans la scène du toboggan de la piscine. En 1986, elle a eu un rôle de prostituée de luxe dans The Men's Club.
Penny Baker a été une fois interviewée par l'auteur Martin Amis. Selon lui, "en une minute, je n'avais plus de questions".

## Filmographie

### Film
| Année | Titre                           | Rôle                     | Remarques    |
| ----- | ------------------------------- | ------------------------ | ------------ |
| 1977  | Valentino                       | Lorne                    | Non créditée |
| 1985  | Vrai génie                      | La fille d'Ick à la fête |              |
| 1986  | Le club des hommes              | Lac                      |              |
| 1987  | Mystère à un million de dollars | Charité                  |              |

### Télévision
| Année      | Titre                             | Rôle                 | Remarques                       |
| ---------- | --------------------------------- | -------------------- | ------------------------------- |
| 1984       | Calendrier des meurtres de filles | Fille du calendrier  | Film télévisé                   |
| 1984       | Benson                            | Darlène              | Épisode: "L'héritage"           |
| 1984, 1985 | Mike Hammer de Mickey Spillane    | Petite amie d'Osgood | 2 épisodes                      |
| 1986       | Un chef-d'œuvre de meurtre        | Christine Manning    | Film télévisé                   |
| 1986       | La zone de crépuscule             | Pam                  | Épisode : " Démons personnels " |